# Achát
Az achát (régebben használatos nevén agát) a kalcedon egyik mikrokristályos vagy kriptokristályos változata. Szalagosan vagy sávosan elhelyezkedő, mikroszkopikus vagy nagyon apró kristályok alkotta tömeges halmazai oldatokból válnak ki. A szalagok és a sávok jellegzetes és tetszetős megjelenést kölcsönöznek az achátnak.

## Eredete és története
Az ásvány neve a szicíliai Achates (görögül Αχατης) folyó nevéből származik, ahol Plinius szerint először találták meg.

## Tulajdonságai
Az achát egy drágakő, különböző kvarcoknak réteges összetétele, az ipari megmunkálásra a legkeresettebb kalcedonfajta. Leggyakrabban üregekben alakul ki. Kristályszerkezete trigonális, néha előfordul hexagonálisként is. Keménysége a Mohs-skálán 6–7, sűrűsége: 2,6.
Jellemző rá a szalagos színezettség, mely nagyon szép. Könnyen lehet mesterségesen színezni, és színeit felerősíteni. Gyakori az achátgeoda. Változatos rajzának megfelelő különböző elnevezései: szalagos, csillagos, szivárvány-, felhőachát.

### Felhasználás
Szelencéket, dísztárgyakat, ékszereket, csészéket köszörülnek belőle.

### Lelőhelyei
Előfordulási helyei:
Csehország, Kelet-India, Uruguay, Ausztria, Dél-Afrika, Németország, Olaszország, Mexikó, Kína, Egyesült Államok.

## Fizikai-kémiai tulajdonságok
Az achát kémiai összetétele megegyezik a kvarcéval: szilícium-dioxid (SiO2), azaz kova. Fizikai szempontból viszont az eltérő kristályosodás eltérő tulajdonságokat eredményez: az achát kevésbé kemény, és kisebb sűrűségű, mint a kvarc, sőt törésmutatója is kisebb.

## Képződése
Az achát szilíciumban gazdag hidrotermális oldatokból képződik, és magmás vagy üledékes kőzetek belsejében található. Az achátnak számtalan változata van, amelyek színükben vagy szennyezőanyag-tartalmukban különböznek egymástól. A mexikói tűzachát a vasoxidnak köszönhetően vörös alapon aranyszínűen irizál. A tájképachát természetes zárványai tájképszerű látványt nyújtanak. A mohaachátban a vas és a mangán jelenlétének köszönhetően ágszerű (dendrites) zárványok láthatók. Az erődachátban a csíkok szöget zárnak be, és olyan formát alkotnak, mint egy erőd alaprajza.